# Eterointegrazione
Nel diritto, per eterointegrazione, si intende la risoluzione di una lacuna normativa (ovvero la non previsione di una fattispecie da parte di una norma giuridica) ricorrendo ad un'altra norma anche proveniente da una fonte diversa o addirittura da un altro ordinamento giuridico.
Nel contesto europeo, nel diritto comune (in uso nel diritto medievale e dell'età moderna) era frequente ricorrere a diverse fonti di diversa natura per risolvere un dato caso; tali fonti potevano essere molteplici, andando dal corpus iuris civilis, al diritto canonico, allo ius proprium, ai responsi dei giuristi, ai commenti, alla dottrina. L'eterointegrabilità delle norme era quindi una pratica frequentissima comportando; tuttavia, la vastità di fonti a disposizione talvolta discordanti tra di loro, creò una sostanziale incertezza nell'applicazione del diritto che favorì disuguaglianze e soprusi.
Una tale situazione suscitò fin dal XVII secolo diverse critiche. Nella Francia post-rivoluzionaria, per volere di Napoleone Bonaparte, nel 1804 venne emanato un codice civile che, nelle intenzioni dei suoi promotori, doveva essere una raccolta di leggi completa e autosufficiente. Sulla base di questa idea, venne disposto che nessuna altra fonte esterna ad esso fosse ammissibile per risolvere le materie in esso trattate, vietando quindi l'eterointegrabilità. Da quel momento in avanti, i giudici avrebbero dovuto far ricorso solamente alle norme del codice per dirimere le questioni a loro sottoposte.
Essendo impossibile che un codice, per quanto completo e di pregevole fattura, possa prevedere tutte le situazioni che possono presentarsi nella realtà, nel diritto contemporaneo non si esclude completamente l'eterointegrazione delle norme contenute nei codici, tuttavia i vari ordinamenti solitamente hanno predisposto delle gerarchie e delle regole su come utilizzare le varie norme a disposizione.